# Lever-Fabergé
Lever Fabergé España, compañía de productos de cuidado personal y cuidado del hogar, perteneciente al grupo Unilever, ha creado una nueva función para integrar las estrategias de las marcas y las estrategias de los clientes denominada «activación del cliente».

## Historia
La historia de Lever-Fabergé empieza en 1885, cuando William Lever comenzó a fabricar jabón para la tienda de ultramarinos de su familia. Él creó el jabón Sunlight construyendo la fábrica de jabón más grande del mundo en la ciudad portuaria de Sunlight, Wirral, al noreste de Inglaterra. La fábrica contaba con viviendas para los empleados. En 1890 la empresa se transformó en una sociedad de responsabilidad limitada llamada Lever Brothers Ltd. En los primeros años de 1900, se agregaron nuevas marcas de jabón, incluyendo Lifebuoy y Lux, que todavía se venden en el Reino Unido.